# Lee Lawson
Lee Lawson (* 14. Oktober 1941 in New York City; † 22. Mai 2022) war eine US-amerikanische Schauspielerin.

## Leben
Nach diversen kleineren Rollen, unter anderem in der Serie Kojak – Einsatz in Manhattan (1976), war die Schauspielerin von 1982 bis 1984 in der US-Soap Springfield Story als Beatrice Reardon zu sehen. 1987 hatte sie dort nochmals einen kurzen Gastauftritt. Danach zog sich die Künstlerin ins Privatleben zurück.
Neben ihrem Engagement als Fernseh-Schauspielerin wirkte Lawson auch in verschiedenen Broadwayproduktionen mit. Dort feierte sie ihr Debüt im Jahr 1965 mit dem Musical Hot September.
Nach ihrer Karriere als Schauspielerin promovierte sie in klinischer Psychologie. Anschließend war sie als Psychologin und Krisenberaterin in Los Angeles tätig.
Lee Lawson war bis zu seinem Tod 2006 mit dem Schauspieler Joseph Bova verheiratet und starb selbst 2022 an den Folgen von Krebs und COVID-19. Sie war Mutter von zwei Kindern.

## Filmografie

### Fernsehserien
- 1965: Love of Life (Fernsehserie, 29 Episoden)
- 1970: New York Television Theatre (Fernsehserie, Episode The Sand Castle)
- 1970: NET Playhouse (Fernsehserie, Episode 5x06)
- 1973: Maude (Fernsehserie, Episode 1x20)
- 1976: Kojak – Einsatz in Manhattan (Kojak, Fernsehserie, Episode 4x05)
- 1979: Liebe, Lüge, Leidenschaft (One Life to Live, Fernsehserie, 3 Episoden)
- 1981–1990: Springfield Story (Fernsehserie, 52 Episoden)
- 1991: Equal Justice (Fernsehserie, Episode 2x05)
- 1991: Die Staatsanwältin und der Cop (Reasonable Doubts, Fernsehserie, Episode 1x10)

### Filme
- 1977: Mason (Fernsehfilm)

## Engagements

### Broadway
- 1965: Hot September[1]
- 1965–1968: Cactus Flower
- 1966: Agatha Sue, I Love You
- 1969: My Daughter, Your Son
- 1973: The Plough and the Stars
- 1974: An American Millionaire
- 1979–1980: Teibele and Her Demon

### Off Broadway
- 1964: The Knack[2]